# Ljubomir Marić
Ljubomir Marić (cirill írással: Љубомир Марић, albánul: Ljubomir Mariq; Knin, Horvátország, 1977. május 15. -) szerbiai és koszovói politikus. 2014 és 2016 között a koszovói kormány közigazgatási és helyi önkormányzati minisztere volt a Szerb Lista képviselőjeként. Később a 2020-as szerbiai parlamenti választásokon beválasztották a szerbiai nemzetgyűlésbe. Marić a Szerb Haladó Párt tagja.

## Magánélete
Marić 1977-ben született Kninben, az akkori Horvát Szocialista Köztársaságban, a Jugoszláv Szocialista Szövetségi Köztársaságban. 1995-ben, tizennyolc éves korában családjával együtt a Vihar hadművelet idején elmenekült Kninből, és Kosovska Mitrovicában, Koszovó és Metóhiában telepedett le. Menedzsmentből mesterdiplomát szerzett.

## A koszovói kormány minisztere
A Szerb lista a 2013-as brüsszeli megállapodást követően került be a koszovói koalíciós kormányba, amely normalizálta a szerb és a koszovói kormány közötti kapcsolatokat, de nem oldotta meg a terület státuszát. Marićot 2014-ben a Szerb Lista két képviselőjének egyikeként nevezték ki a kormányba, ahol a Közigazgatási és Helyi Önkormányzat minisztere lett. Részt vett a Brüsszelben folytatódó tárgyalásokon, amelyek középpontjában többek között a Szerb Önkormányzatok Közösségének (Zajednica srpskih opština, ZSO) tervezett létrehozása állt. 2015 májusában egy interjúban azt mondta, hogy a ZSO szükséges a koszovói és metóhiai szerbek fennmaradásához. Hozzátette, hogy Isa Mustafa kormányának megalakulása előtt nem volt akarat a ZSO létrehozására, és hogy a Szerb Lista kormányzati szerepvállalása siettette a változást (A ZSO létrehozását később elhalasztották, és 2022-ig még mindig nem történt meg).
Marić a Koszovói Szerb Közösség gyakori szóvivője volt a kormányzás idején. 2016 februárjában jelezte, hogy a közösség saját jelöltet indít a 2016-os koszovói elnökválasztáson, hogy folytassa a ZSO megalakulását. Később kijelentette, hogy a szerb küldöttek nem vesznek részt a helyi bizottságban a Trepča bánya státuszát érintő vitákban, mondván, hogy a kérdést Brüsszelben kell megoldani.
Marićot 2016. december 16-án menesztették a kormányból, és helyére a szerb közösség egy másik képviselője került. Ezt a döntést a Progresszív Párt elítélte, és a Szocialisták Mozgalmának helyi tagjai által a szerb listán elkövetett manőverezéssel vádolta. (Ez végül nem befolyásolta a Progresszívek és a Szocialisták Mozgalma közötti szövetséget a szerb kormányban.) Mustafa miniszterelnök megvédte a döntést, mondván, hogy nem bízik Marićban mint miniszterben, és azzal vádolta Marićot, hogy a kormány politikájával ellentétes kijelentéseket tett.
2017. március 14-én a szerb kormány Marićot a Koszovóért és Metóhiáért felelős hivatal igazgatóhelyettesévé nevezte ki. Ebben a minőségében továbbra is felügyelte a ZSO létrehozásának folyamatát. 2017-ben a koszovói parlamenti választásokat követően panaszt tett az Európai Biztonsági és Együttműködési Szervezetnél (EBESZ), hogy egyes szerbektől megtagadták a választójogot.

## A szerbiai nemzetgyűlés tagjaként
Marić az ötvenkettedik helyet kapta a Szerb Haladó Párt Aleksandar Vučić – Gyermekeinkért választási listáján a 2020-as szerbiai parlamenti választásokon és megválasztották, amikor a lista 188 mandátummal elsöprő győzelmet aratott. Tagja a Képviselőház Koszovó-Metohiával foglalkozó bizottságának, a kulturális és információs bizottság helyettes tagja.